# Karoline Leblanc
Karoline Leblanc (ca. 1975) is een Canadees klavecimbelspeler en organist.

## Levensloop
In 1997 behaalde ze, samen met Olivier Fortin, de tweede prijs op het internationaal orgelconcours (voor duo's orgelpositief) in het kader van het Festival Musica Antiqua in Brugge.
In 1999 behaalde ze haar diploma klavecimbel aan het Conservatorium van Montreal.
Ze richtte zich vooral op hedendaagse muziek en werd lid van het Ensemble contemporain de Montréal, onder leiding van Véronique Lacroix.